# プレザン
プレザン（Present）は、1979年にギタリストのロジェ・トリゴーによって結成されたベルギーのプログレッシブ・ロック・グループである。

## 略歴
ロジェ・トリゴーはユニヴェル・ゼロの創設メンバーであり、最初の2枚のアルバムに参加した。アルバム『異端』（1979年）の発表後、ユニヴェル・ゼロを脱退して自分のヴィジョンに専念するため、プレザンを結成した。プレザンの初期のラインナップでは、ユニヴェル・ゼロの仲間であったるダニエル・ドゥニとクリスチャン・ジュネがそれぞれドラムとベースを演奏していた。
プレザンのファースト・アルバム『13恐怖症』は1982年にリリースされ、1985年にはアルバム『精神崩壊誘発剤』が続いた。グループはこの2枚のアルバムをサポートするヨーロッパ・ツアーを行った。
1990年に、トリゴーは息子のレジナルド・トリゴー（ギタリストでもある）とデュオとして、プレザンのあだ名である「C.O.D. Performance」にて一緒に活動を開始した。彼らはバンドの以前の作曲を削ぎ落とした、とても騒がしいレパートリーに加えて、デュオのために書かれた新しい曲を演奏した。同名のアルバム『C.O.D. Performance』のレコードは、1993年の早い時期に発表された。年末まで、ドゥニはユニヴェル・ゼロに集中することを望んだが、適切な代わりのメンバーが見つかるまでプレザンにとどまることに同意した。その後、5uu's、シンキング・プレイグ、Uトーテムなどで知られるアメリカ人ドラマー、デイヴ・カーマンがバンドの募集に応じた。この新しいラインナップは、25日間のヨーロッパ・ツアーに着手した。最後のショーは、1995年にアメリカのキュニフォーム・レコードによって『Present Live!』としてレコーディングおよびリリースがなされた。
1996年、プレザンは5枚目のアルバム『Certitudes』のレコーディングを行った。カーマンはその年、オランダのバンド「ブラスト」と契約しており、ドゥニがレコーディングのためバンドに戻ってきた。キュニフォーム・レコードは1998年になってこれをCDとしてリリースした。
キーボード奏者のピエール・シュヴァリエが、1997年にグループに加わった。翌年、ニューヨーカーのキース・マックソード（グループの元ドライバーであり、ローディー）がベーシストになった。この新ラインナップは、1998年の春に5週間にわたる25回のショー、1万マイルに及ぶツアーを行い、アメリカ中をジグザグに往復した。このツアーでも最後のコンサートがライブ・アルバム用に録音されたが、リリースされるまで数年を要することとなる。
1998年、トリゴーはイスラエルのバンド「Tractor's Revenge（Nikmat HaTraktor）」によるサウンドトラックLPでギターを演奏するためにテルアビブに旅立った。プロジェクトのレコーディング・エンジニアであるウディ・クームランは、1999年春に次のレコーディング・セッションのため、トリゴーがバンドとパーカッショニストのデイヴィッド・デイヴィスターと共にイスラエルを再訪することを提案した。2週間の滞在中、グループは100分以上にもなる新しい音楽をレコーディングした。完成したプロジェクトは、後続の2枚のアルバム、『ナンバー6』（1999年）および『ハイ・インフィディリティー』（2000年）に分割された。
2000年、フランスのチェリスト、マチュー・サファトリがプレザンに加わった。フレッド・ベッカーとドミニク・ヌトゥモスの2人の管楽器奏者が参加したバンドは、7000人の観客を対象とした南フランスのブライ・レ・マインズ・フェスティバルでヘッドライナーとしてメイン・アクトを務めた。（その他のラインナップには、トゥーツ・アンド・ザ・メイタルズ、ゴング、エイジアン・ダブ・ファウンデーションが含まれていた）。翌年、同じメンバーでドイツのヴュルツブルクでのフリークショー・フェスティバル、翌日にはポーランドのグダニスクにてフェスティバルでのパフォーマンスをアネクドテンやマグマと一緒に行った。
プレザンによる2001年の北米ツアーは、9月11日の攻撃によりキャンセルされた（バンドは同じ夜の遅くにニューヨークのJFK空港に到着する予定だった）。
2004年、バンドはブリュッセルでアルバム『バルバロ（マ・ノン・トロッポ）』をレコーディングするために集まった。同年、散発的なコンサートが行われ、管楽器奏者のピエール・ドゥサシスがバンドに加わった。
2005年、キュニフォーム・レコードは、1998年の米国ツアー中にオリオン・スタジオでの録音から抜粋したプレザンの2枚目のライブ・アルバム『A Great Inhumane Adventure』をリリースした。また2005年のうちに、バンドは再びアメリカ東部とカナダにてツアーを行い、NEARfestでのパフォーマンスで締めくくられた。このコンサートへの出演の模様は、Nearfest RecordsによるDVD『NEARfest 2005』に一部収録されている。2006年、プレザンはポルトガルにツアーし、ゴウヴェイア・アートロック・フェスティバルに出演した。
2007年4月、バンドは最初の「ロック・イン・オポジション・フェスティバル・フランス」においてイベントのキュレーターとなり、2つの別々のパフォーマンスをフィーチャーした。最初の夜は「プレザン・アコースティック」と呼ばれ、トリゴーの作曲は2台のグランド・ピアノ（シュヴァリエとWard Devleeschhouwerが演奏）のためのクラシック的なもので、グループの残りのメンバーは打楽器を担当した。翌晩、プレザンはフェスティバルのトリを務めたバンドとなり、通常のエレクトリック・ロックとして演奏した。両方のパフォーマンスは、『バルバロ（マ・ノン・トロッポ）』のDVDとして撮影された。
2009年に開催された2回目の「ロック・イン・オポジション・フェスティバル・フランス」のイベントにもプレザンは出演した。ユニヴェル・ゼロも出演しており、その後、両グループは一緒に出演した。同じ年、「ReR USA / Ad Hoc Records」から『バルバロ（マ・ノン・トロッポ）』のセット（2004年ブリュッセルのスタジオ録音＋ゴウヴェイアでのライブ映像、「ロック・イン・オポジション 2007」でのエレクトリックおよびアコースティック・コンサート＋バンド史をたどるボーナス映像）をリリースした。また2009年、チェリストのマチュー・サファトリはバンドを脱退し、ソロ・キャリアに専念することとなった。
2010年の「ロック・イン・オポジション・フェスティバル・フランス」のイベントで、プレザンとユニヴェル・ゼロは再び一緒に演奏し、3番目のベルギー人グループ「アラニス」を加え、ステージ上のミュージシャンの総数は17人になった。この大規模なアンサンブル（ワンス・アポン・ア・タイム・イン・ベルギーという名前）は、各グループの主要な作曲家であるトリゴー、ドゥニ、クルト・ビュデ、ヨリス・ファンフィンケンロイエによって作曲がなされた。このラインナップは、翌年2月にフランスのリヨンでも披露された。また、2012年の長編ドキュメンタリー映画『アバウト・ロック・イン・オポジション』を制作した「Zeitgeist Media」のクルーも加わった。
2013年秋、プレザンは再びブリュッセルに集合した。今回は翌年のレコーディング・スケジュールを計画し、わずか5日間でほとんど完全に新しいコンサート・プログラムを習得した。その後まもなくして、グループはこの音楽を、新しい管楽器奏者のクルト・ビュデ（ユニヴェル・ゼロから）を加え、その年の「ロック・イン・オポジション・フェスティバル・フランス」で初演し、ドイツのヴュルツブルクのフリークショー・フェスティバルでも演奏した。
2014年には、バンドはドイツのバート・ドーベランで開催されたザッパナレ・フェスティバルと、日本で初めて開催された「ロック・イン・オポジション・フェスティバル」に出演した。2015年、ヴァイオリン及びヴィオラ奏者のリーズベス・ランブレヒトがプレザンに参加した。

### プレザン・アコースティック
プレザン・アコースティックは、グランド・ピアノ、パーカッション、ボーカルをフィーチャーした「クラシックな」バンドである。2007年4月に南フランスの「ロック・イン・オポジション・フェスティバル」で初演し、彼らは通常の演奏を行う「プレザン」として、また2台のグランド・ピアノと「たくさんの打楽器」を演奏し歌を歌った「プレザン・アコースティック」として演奏した。

## メンバー
- ロジェ・トリゴー (Roger Trigaux) - ギター、キーボード、ボーカル
- フランソワ・ミニョ (François Mignot) - ギター
- デイヴ・カーマン (Dave Kerman) - ドラム、パーカッション
- ピエール・シュヴァリエ (Pierre Chevalier) - ピアノ、キーボード
- キース・マックソード (Keith Macksoud) - ベース
- ピエール・ドゥサシス (Pierre Desassis) - サックス
- マチュー・サファトリ (Matthieu Safatly) - チェロ
- ウディ・クームラン (Udi Koomran) - サウンド
- リーズベス・ランブレヒト (Liesbeth Lambrecht) - ヴァイオリン

### 旧メンバー
- アラン・ロシェット (Alain Rochette) - ピアノ、キーボード
- ダニエル・ドゥニ (Daniel Denis) - ドラム、パーカッション
- クリスチャン・ジュネ (Christian Genet) - ベース
- ブルーノ・ベルナス (Bruno Bernas) - ベース、ボーカル
- ギ・セジュール (Guy Segers) - ベース
- デイヴィッド・デイヴィスター (David Davister) - パーカッション
- レジナルド・トリゴー (Reginald Trigaux) - ギター、キーボード、ボーカル

## ディスコグラフィ

### スタジオ・アルバム
- 『13恐怖症』 - Triskaidekaphobie (1980年)
- 『精神崩壊誘発剤』 - Le poison qui rend fou (1985年)
- C.O.D. Performance (1993年)
- Live! (1996年)
- Certitudes (1998年)
- 『ナンバー6』 - No. 6 (1999年)
- 『ハイ・インフィディリティー』 - High Infidelity (2001年)
- A Great Inhumane Adventure (2005年)
- 『バルバロ（マ・ノン・トロッポ）』 - Barbaro (ma non troppo) (2009年)

## 参考
- 『アバウト・ロック・イン・オポジション』 - Romantic Warriors II: A Progressive Music Saga About Rock in Opposition